# Зизифора тимьянниковая
Зизифо́ра тимья́нниковая (лат. Ziziphóra serpyllácea) — вид растений рода Зизифора (Ziziphora) семейства Яснотковые (Lamiaceae).
В базе данных The Plant List этот вид считается синонимом вида Зизифора пахучковидная (Ziziphora clinopodioides Lam.).

## Ботаническое описание
Полукустарник, 5—30 см высотой, ветвящийся при основании, с простыми или большей частью ветвистыми стеблями, деревянистыми при основании, густо покрытыми мелкими, назад отогнутыми волосками.
Листья овальные, слегка кожистые, снизу волосистые, цельнокрайные. Черешки густо и очень мелко опушённые, прицветные листья похожи на стеблевые, но мельче, боковые ветви прямостояче-оттопыренные, изогнутые или несколько волнистые.
Соцветия, расположенные на верхушках стеблей и ветвей, рыхло-головчатые, полушаровидные или обратноконические, нередко с растопыренными цветками. Чашечка сравнительно короткая, большей частью зелёная или местами лиловая, сплошь покрытая очень мелкими и густыми волосками, зубцы её туповатые, венчик мелкий или средней величины, иногда крупноватый, со слегка выставленной трубкой, в зеве линейно и точечно пятнистый, тычинки более или менее длинные.
Плод — тёмно-серый орешек длиной до 1,75 мм.

## Распространение и экология
Встречается в Дагестане и Восточном Закавказье.
Произрастает на открытых холмах, сухих каменистых склонах, известняках, каменистых местах по берегам рек.

## Значение и применение
Химический состав изучен недостаточно. В надземной части растения содержится эфирное масло, основным компонентом которого является пулегон, кроме того, оно содержит пинен, лимонен и дипентен.
Пряностью могут служить листья и верхушки стеблей.
Ценный медонос.

## Классификация

### Таксономия
Вид Зизифора тимьянниковая входит в род Зизифора (Ziziphora) подсемейства Котовниковые (Nepetoideae) семейства Яснотковые (Lamiaceae) порядка Ясноткоцветные (Lamiales).
|  |                                      |  |                                                             |                                                             |                      |  | ещё 14 семейств (согласно Системе APG II) | ещё 14 семейств (согласно Системе APG II) |                           |  |  |  | ещё более 80 родов | ещё более 80 родов         |  |  |
|  |                                      |  |                                                             |                                                             |                      |  | ещё 14 семейств (согласно Системе APG II) | ещё 14 семейств (согласно Системе APG II) |                           |  |  |  | ещё более 80 родов | ещё более 80 родов         |  |  |
|  |                                      |  |                                                             | порядок Ясноткоцветные                                      |                      |  |                                           |                                           | подсемейство Котовниковые |  |  |  |                    | вид Зизифора тимьянниковая |  |  |
|  |                                      |  |                                                             | порядок Ясноткоцветные                                      |                      |  |                                           |                                           | подсемейство Котовниковые |  |  |  |                    | вид Зизифора тимьянниковая |  |  |
|  | отдел Цветковые, или Покрытосеменные |  |                                                             |                                                             | семейство Яснотковые |  |                                           |                                           | род Зизифора              |  |  |  |                    |                            |  |  |
|  | отдел Цветковые, или Покрытосеменные |  |                                                             |                                                             |                      |  |                                           |                                           |                           |  |  |  |                    |                            |  |  |
|  |                                      |  | ещё 44 порядка цветковых растений (согласно Системе APG II) | ещё 44 порядка цветковых растений (согласно Системе APG II) |                      |  |                                           | еще 7 подсемейств                         | еще 7 подсемейств         |  |  |  | ещё около 8 видов  |                            |  |  |
|  |                                      |  |                                                             | ещё 44 порядка цветковых растений (согласно Системе APG II) |                      |  |                                           |                                           | еще 7 подсемейств         |  |  |  |                    |                            |  |  |